# Neuötting
Neuötting är en stad  i Landkreis Altötting i Regierungsbezirk Oberbayern i förbundslandet Bayern i Tyskland.